# Коростень (Чернігівський район)
Ко́ростень — село в Україні, у Олишівській селищній громаді Чернігівського району Чернігівської області. Населення становить 5 осіб. До 2017 орган місцевого самоврядування — Смолянська сільська рада. Відстань до Куликівки становить близько 25 км і проходить автошляхом Т 2522. Село лежить біля траси Т 2522 (1 км на південь від шосе). Сполучається ґрунтовою дорогою із сусіднім селом Смолянка.

## Географія

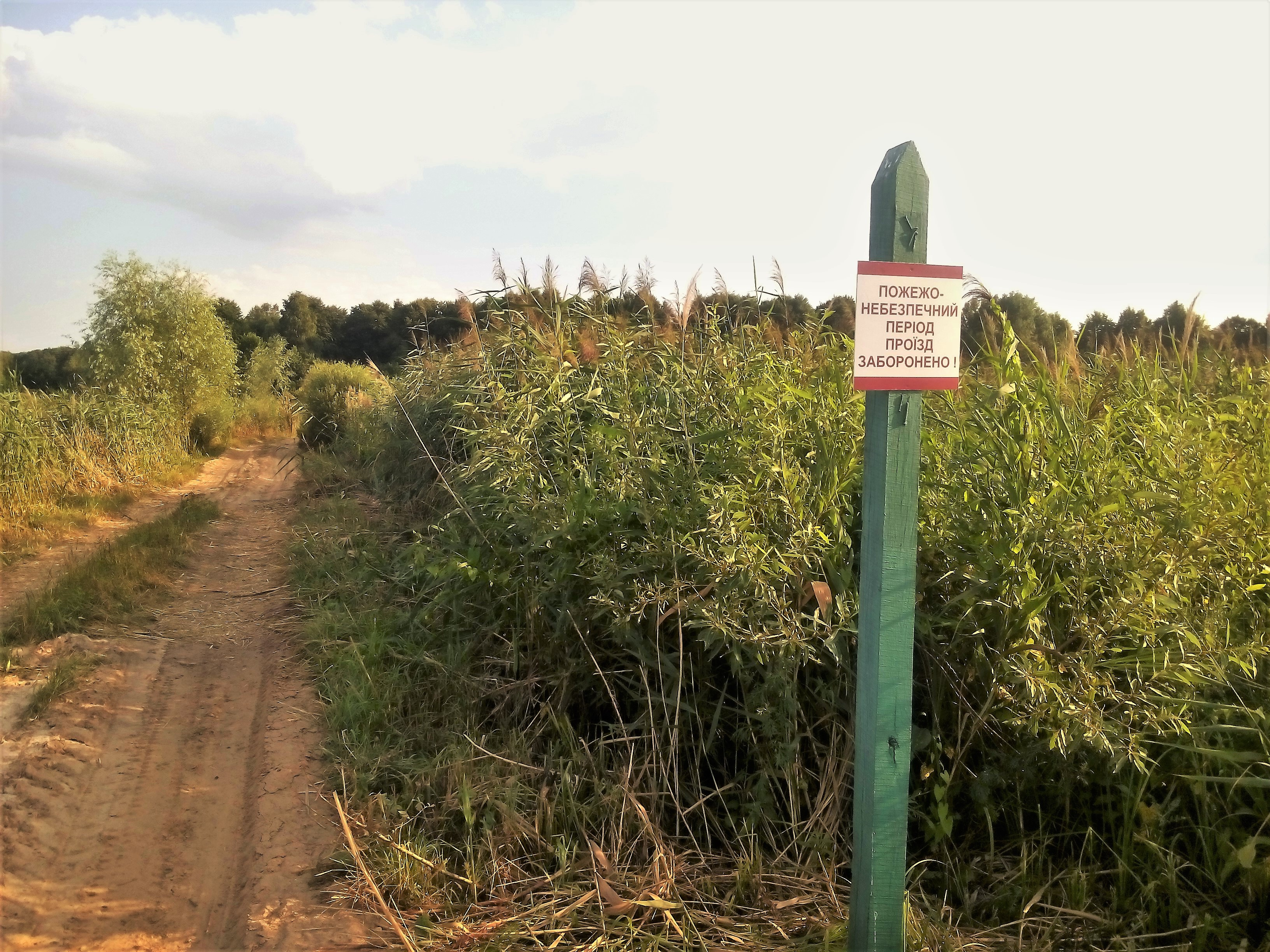
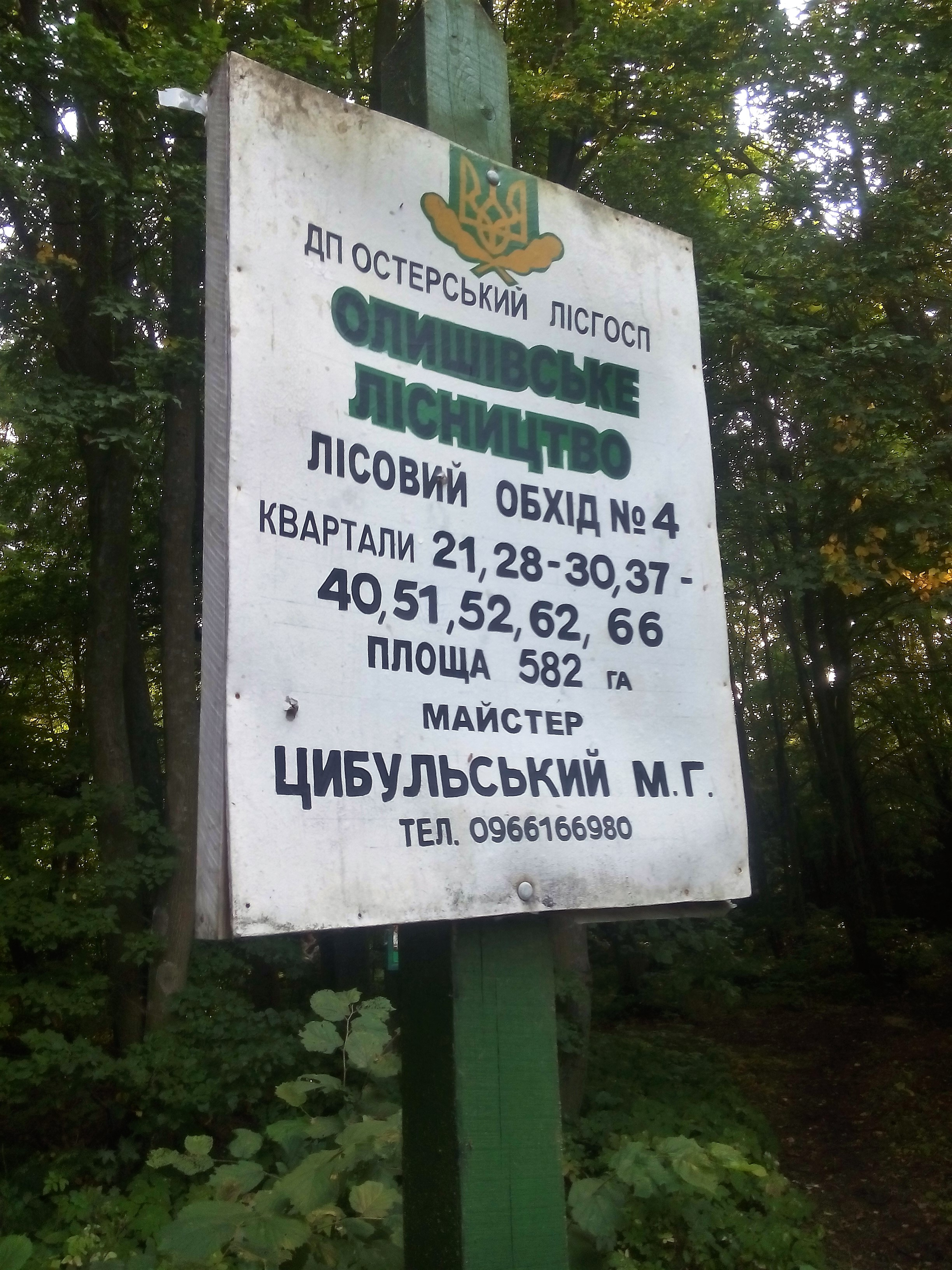
Олишківське лісництво
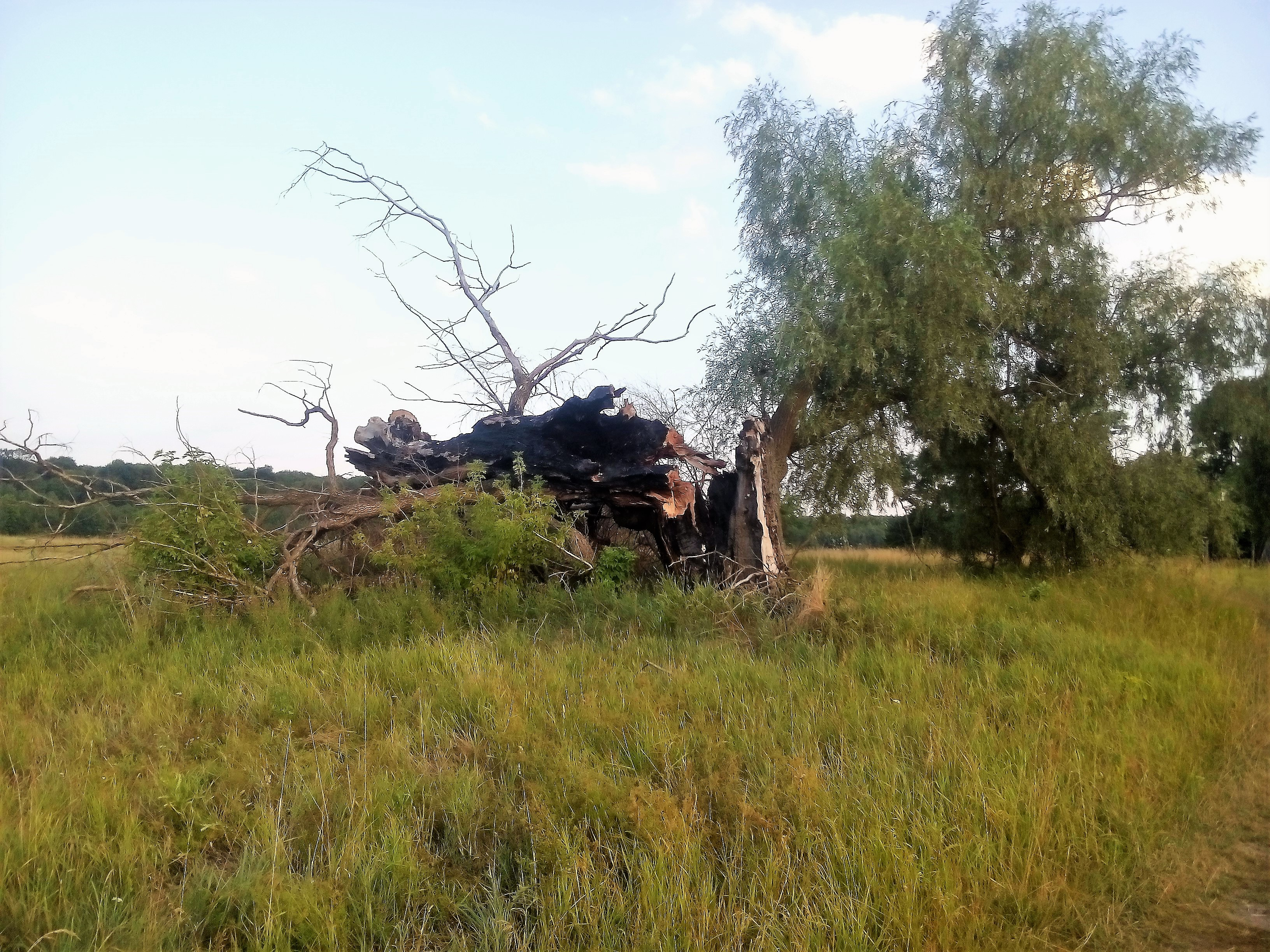

На півдні села протікає болотиста річка Смолянка. Свій початок річка бере в очеретяних заростях на схід від села. На півдні села розташоване Олишківське лісництво.
На мапі 1941 року позначене як колгосп Коростель.

## Економіка

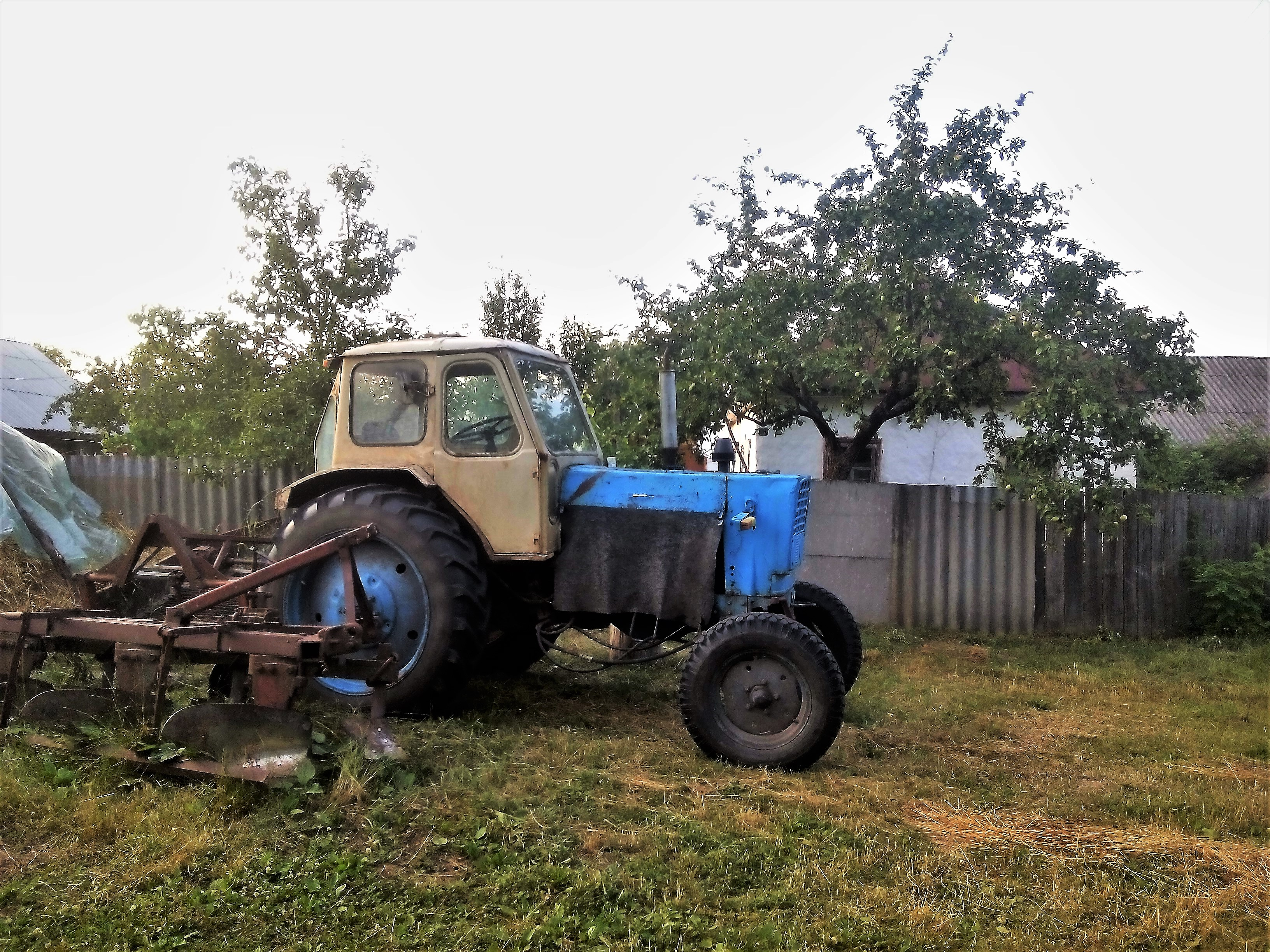
Трактор біля хати
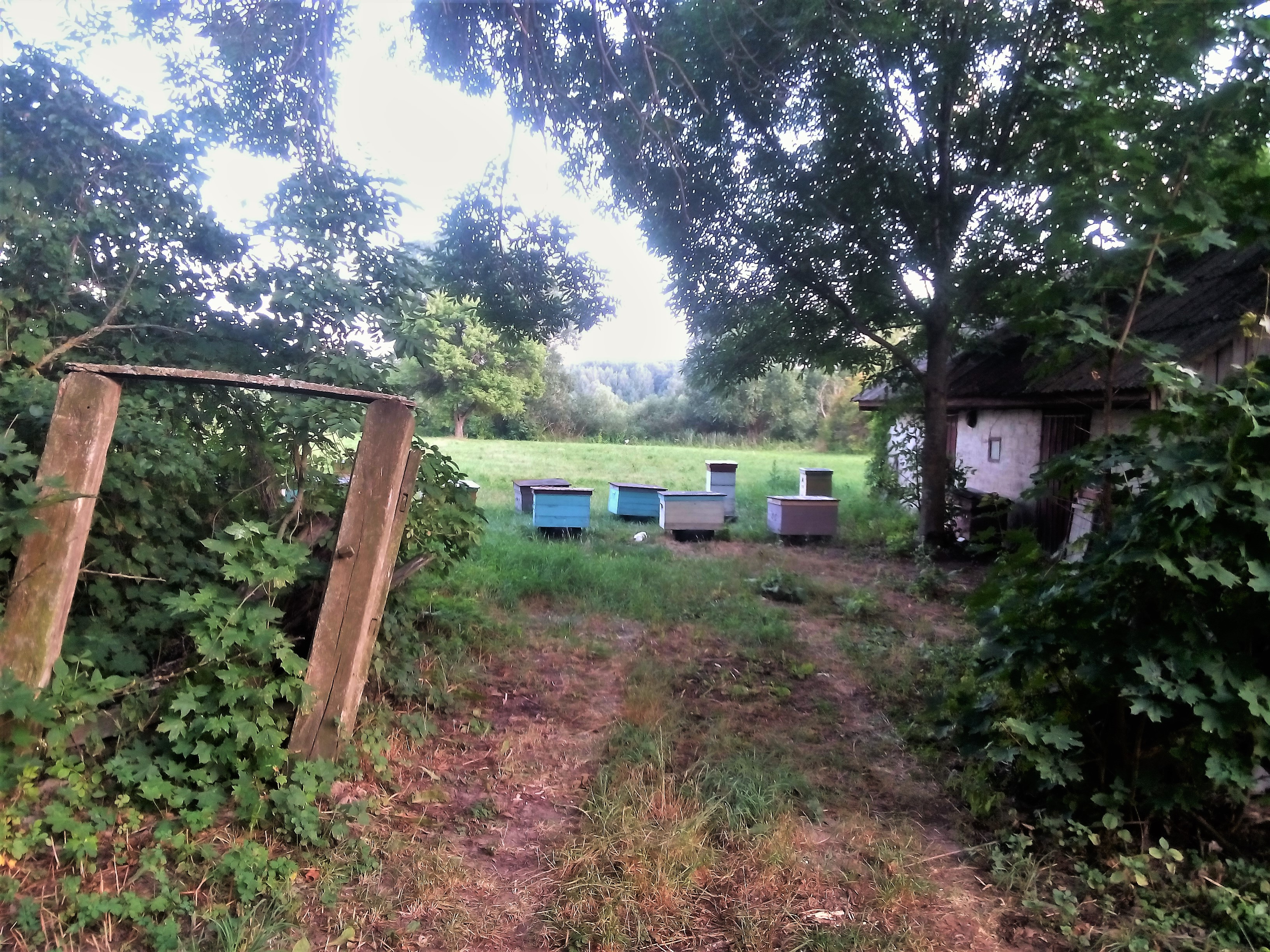
Більшість жителів села мають вулики

Більшість селян задіяні в обробітку землі та у бджолярстві.

## Галерея

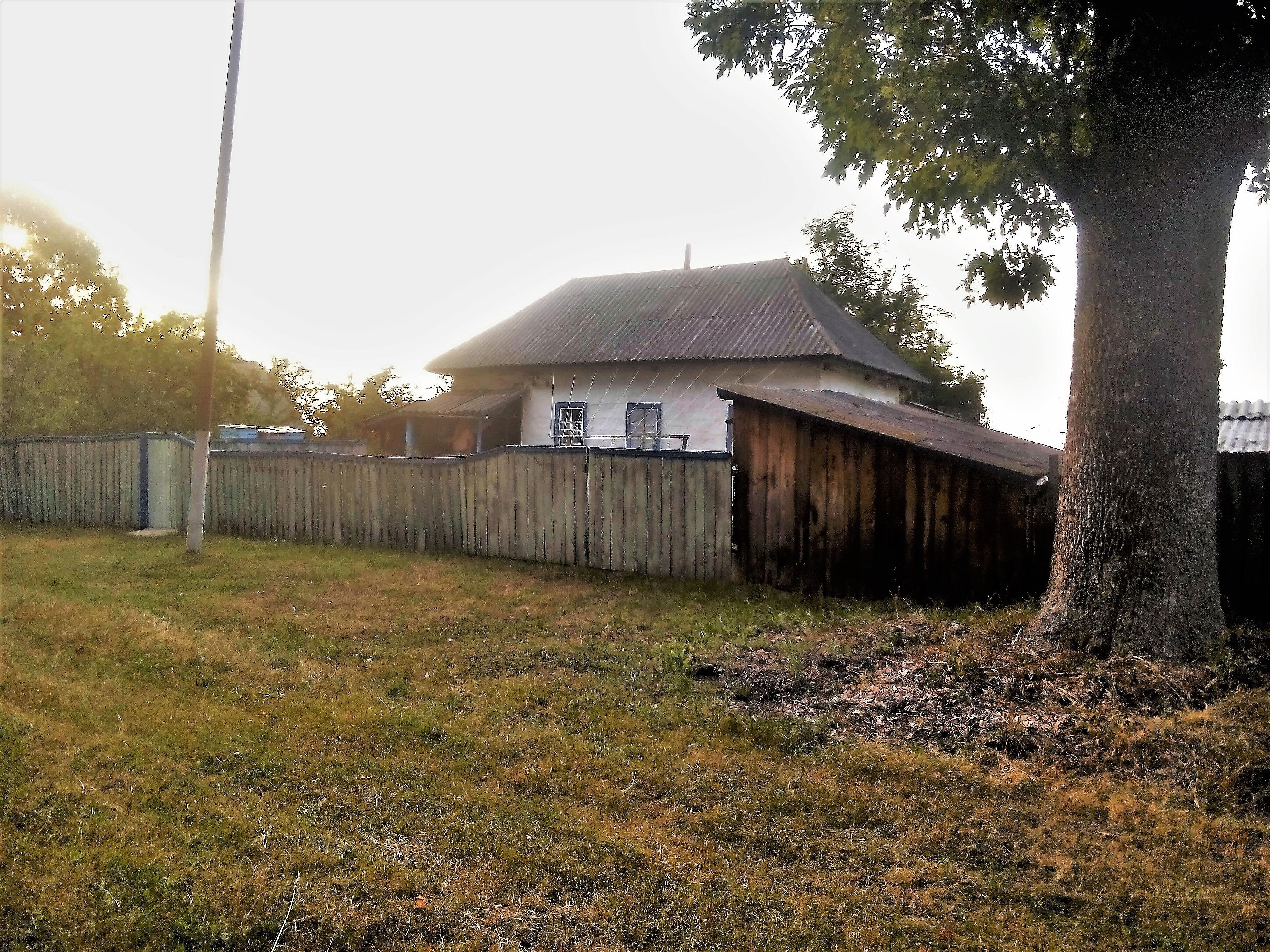
Типова хата
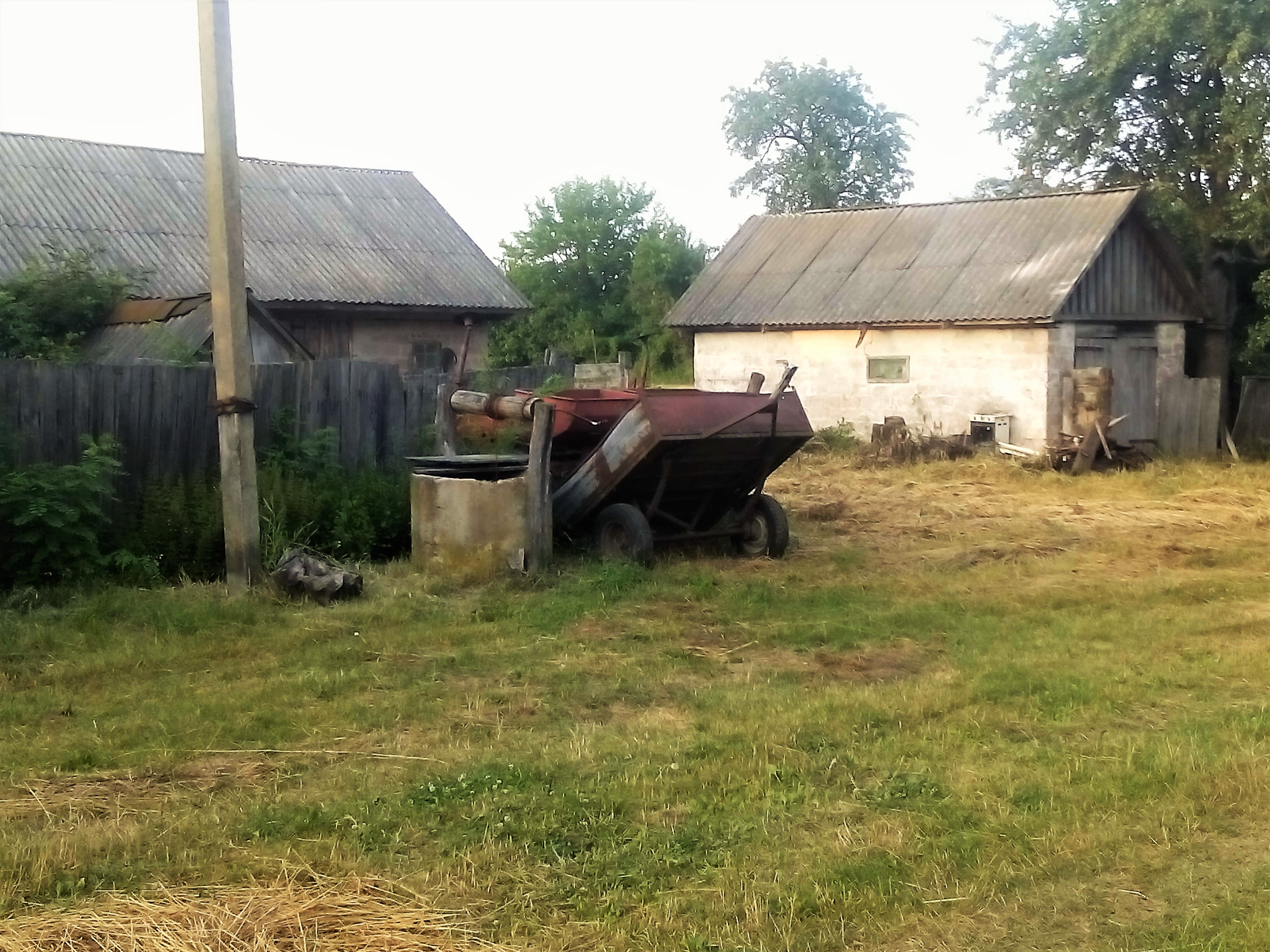
Криниця
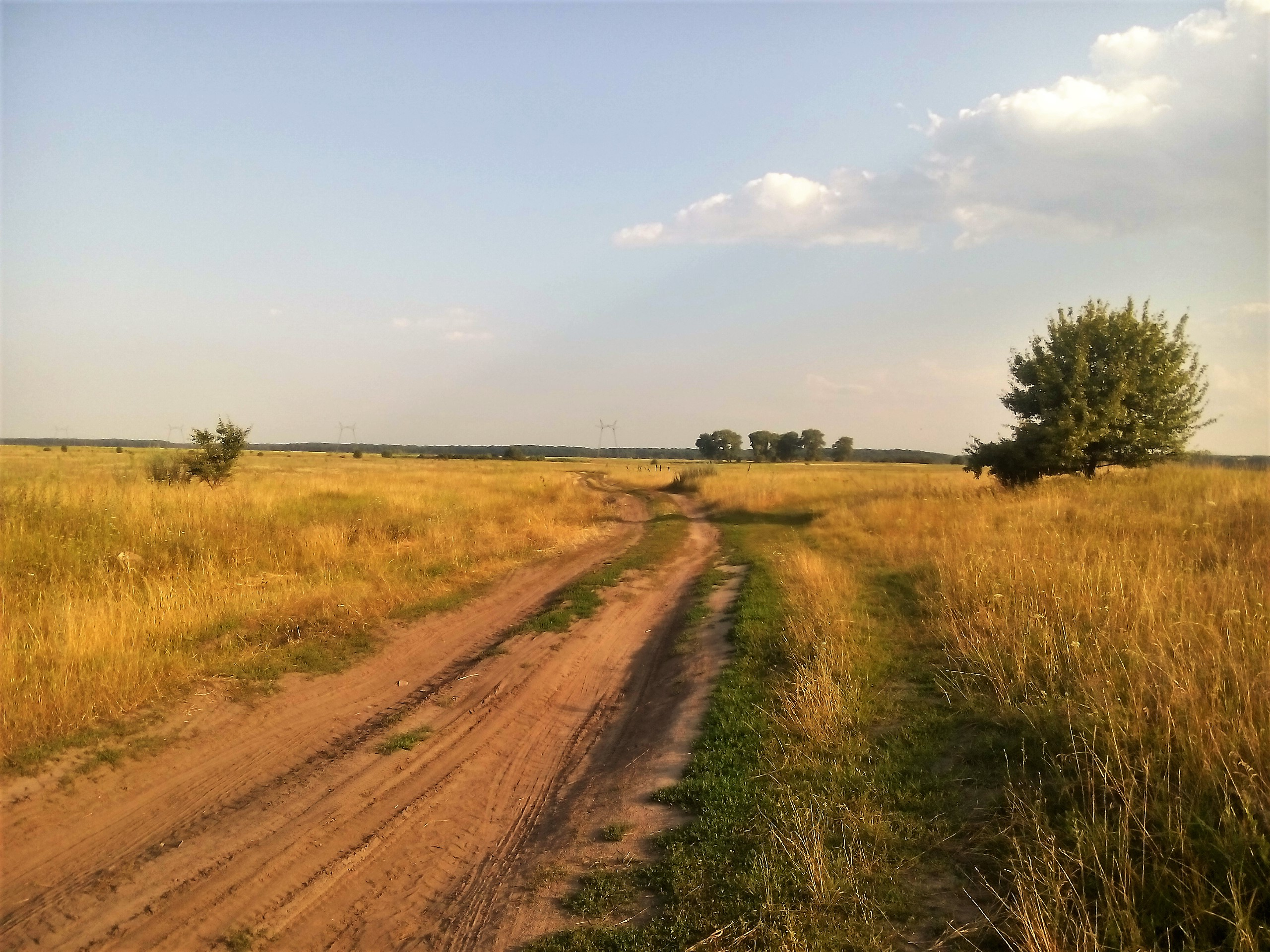
Дорога від с. Смолянка до лісництва (в сторону села Коростень)
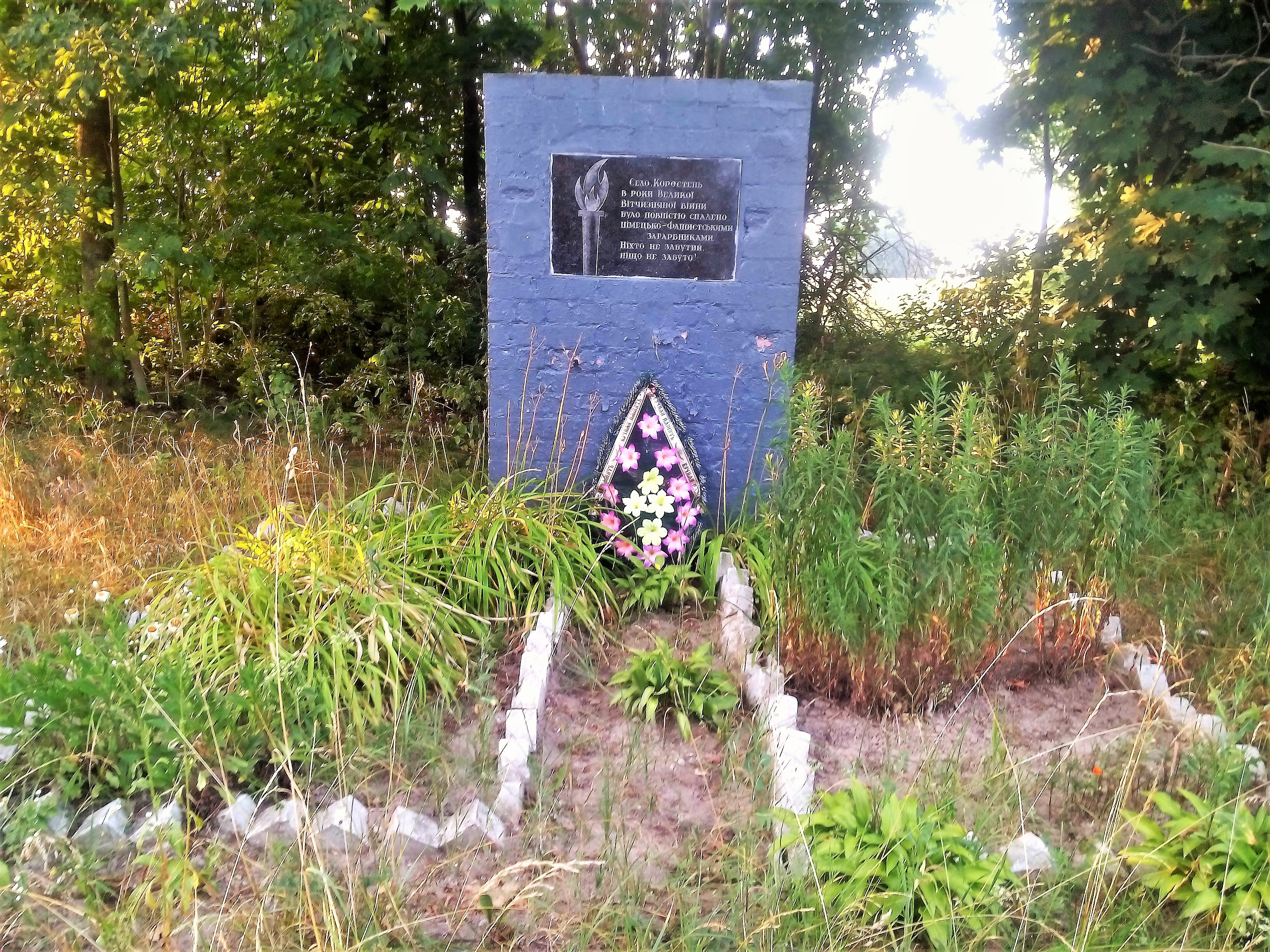
Пам'ятник (у Другу світову фашисти спалили село)
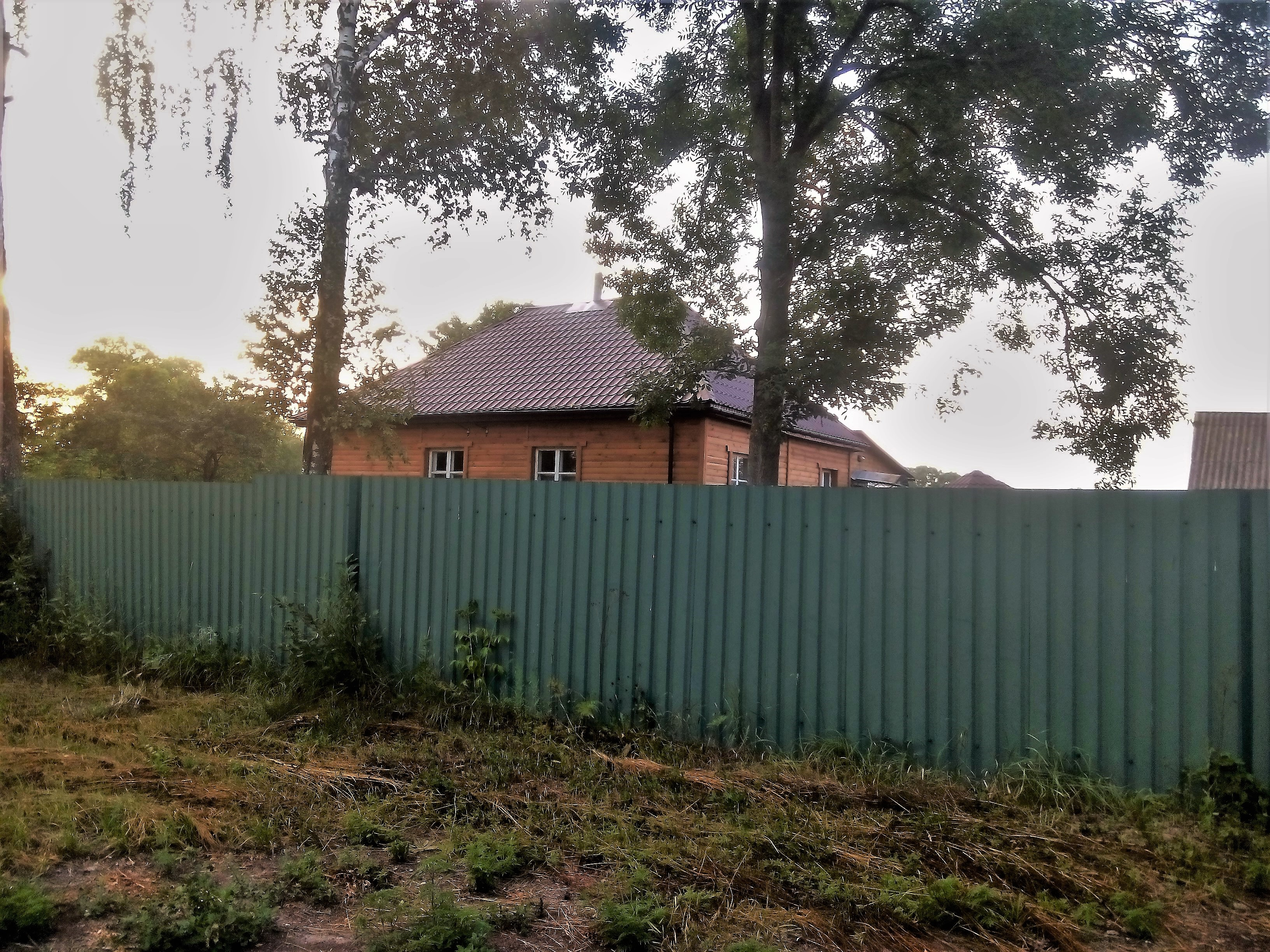
Нещодавно куплена хата - дах із металочерепиці